# George Hendrik Breitner
George Hendrik Breitner (Rotterdam, 12 de setembre de 1857 - Amsterdam, 5 de juny de 1923) va ser un pintor impressionista neerlandès, principal exponent de l'Impressionisme d'Amsterdam. Hauria tingut influència sobre Piet Mondrian i Van Gogh. Dues de les seves teles es troben al Museu d'Orsay a París i altres a Amsterdam, tant al Rijksmuseum com a l'Stedelijk.

## Biografia
De 1876-1880 va assistir a l'Acadèmia a La Haia, on el seu extraordinari talent va ser recompensat en diverses ocasions. Des d'octubre de 1878 fins a abril de 1879 va treballar com a professor d'art a l'acadèmia de Leiden Ars Aemula Naturae. El 1880 va ser expulsat de l'Acadèmia d'Art de la Haia per faltes de conducta, per incomplir les seves normes. Aquell mateix any va viure amb el pintor Willem Maris a Loosduinen, i va ser acceptat com a membre del Pulchri Studio, una important societat d'artistes de la Haia.
Entre 1880 i 1881 va treballar en el famós Panorama Mesdag conjuntament amb Hendrik Mesdag, Sientje Mesdag- van Houten, Theophile de Bock i Barend Blommers. El 1882 va conèixer i va treballar juntament amb Vincent van Gogh, amb qui sovint va anar a dibuixar a les zones més pobres de la Haia. Breitner preferia models de la classe treballadora: els treballadors, les nenes i les servents dels districtes pobres. Interessat en la sort de la gent comuna, com molts artistes d'aquell període, es nodreix de la consciència social dels escriptors francesos, com ara Émile Zola.
Va ser membre del grup d'artistes neerlandesos conegut com a Tachtigers (traducció aproximada: dels Vuitanta), a causa de la seva influència artística en la dècada de 1880, i que inclou pintors com Isaac Israëls i Willem Witsen, i poetes com Willem Kloos.
El 1886 va ingressar a la Rijksacademie d'Amsterdam, però aviat va quedar clar que Breitner estava molt per sobre del nivell d'educació que s'hi oferia.

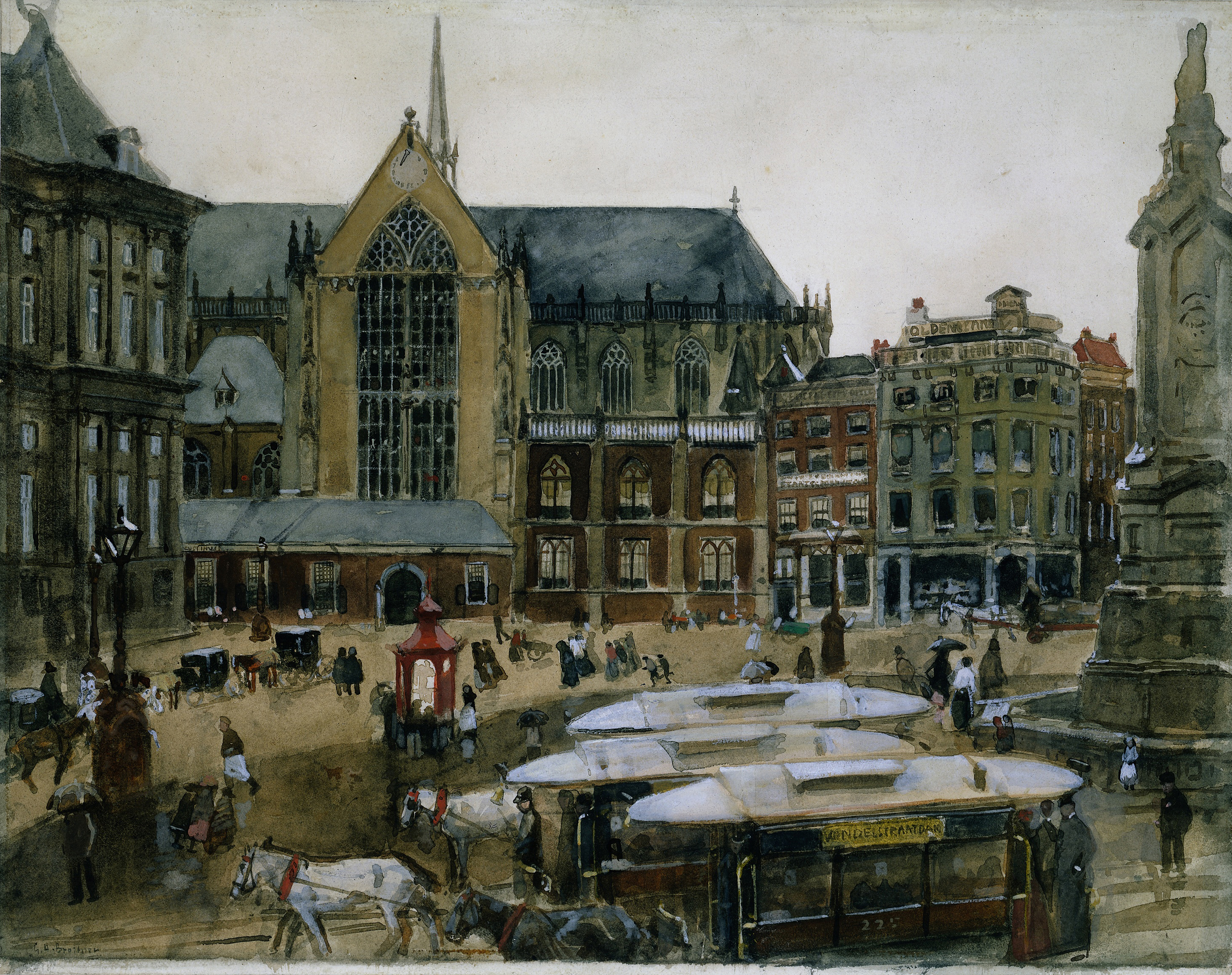
La plaça Dam d'Amsterdam el 1895.
Rijksmuseum.

Breitner es veia a si mateix com el pintor del Poble. Va ser el pintor de la ciutat per excel·lència: els puntals de fusta de la base del port, treballs de demolició i obres de construcció al nucli antic, tramvies de cavalls a la Plaça Dam, canals o la ciutat sota la pluja. Amb les seves pinzellades nervioses va captar la dinàmica de la vida al carrer. Durant el final de la dècada 1880 i començaments dels anys 1890, quan les càmeres de fotos es van fer assequibles, Breitner tenia un instrument molt millor per satisfer les seves ambicions. Es va interessar en la captura del moviment i il·luminació de la ciutat, i es va convertir en un mestre en això. És possible que la seva preferència per les condicions climàtiques nuvoloses i una paleta de colors marrons grisencs fossin el resultat de les limitacions del material fotogràfic.

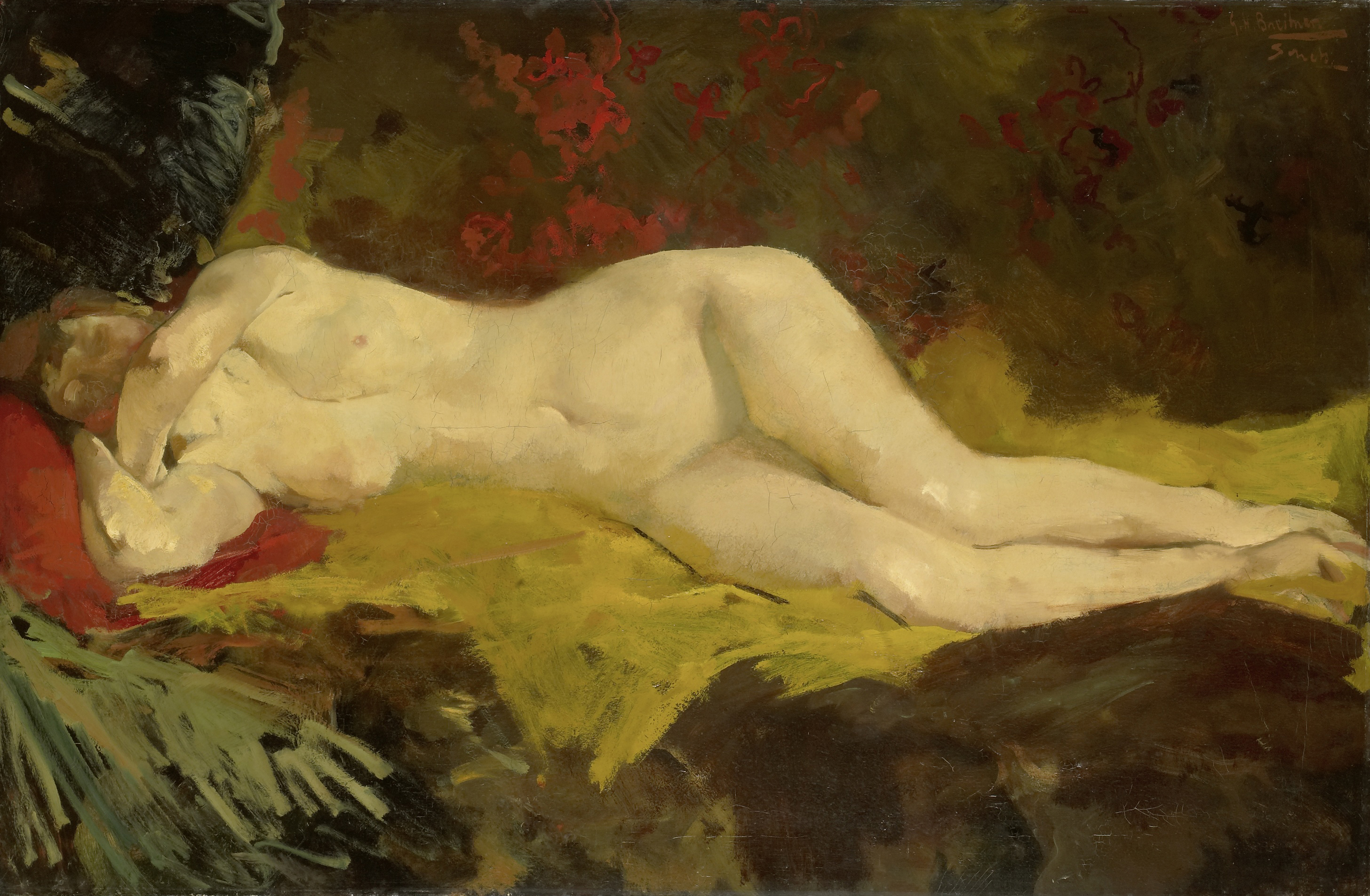
Dona reclinada.
Museu Stedelijk.

Breitner també va pintar nus femenins, però igual com Rembrandt va ser criticat perquè els seus nus van ser pintats també de forma realista i no s'assemblaven a l'ideal comú de la bellesa. En la seva època, les pintures de Breitner van ser admirades pels artistes i amants de l'art, però sovint van ser menyspreades pels crítics d'art dels Països Baixos per la seva naturalesa crua i realista.
En arribar el canvi de segle Breitner era un famós pintor als Països Baixos, com demostra el gran èxit aconseguit en l'exposició retrospectiva Arti et Amicitiae d'Amsterdam (1901). Breitner va viatjar amb freqüència en les últimes dècades de la seva vida, visitant París, Londres i Berlín, entre altres ciutats, i va continuar fent fotografies. El 1909 es va traslladar als Estats Units com a membre del jurat per a l'Exposició Internacional Carnegie de Pittsburgh.
Tot i que Breitner va realitzar exhibicions a l'estranger des del principi, la seva fama mai no va creuar les fronteres dels Països Baixos. L'interès que va rebre a l'estranger era per a les seves obres més anecdòtiques i pintoresques, les típiques de l'Escola de la Haia. Amb el pas del temps els crítics van perdre l'interès per l'obra de Breitner, les generacions més joves van considerar que era un impressionisme massa superficial. Ells aspiraven a una forma d'art més elevada i espiritual, però Breitner no es va deixar influir per aquestes noves tendències artístiques: al voltant de 1905-1910 Jan Sluyters, Piet Mondrian i Leo Gestel practicaven el puntillisme; entre 1911 i 1914 els últims moviments d'art van arribar als Països Baixos un després de l'altre, incloent el cubisme, futurisme i expressionisme. El paper de Breitner com a pintor es va acabar en la història contemporània.
Breitner només va tenir dos alumnes, Maks Kees (1876-1967) i Marie Henrie Mackenzie (1878-1961), i va aconsellar a Robert Hanf (1894-1944).

## Característiques

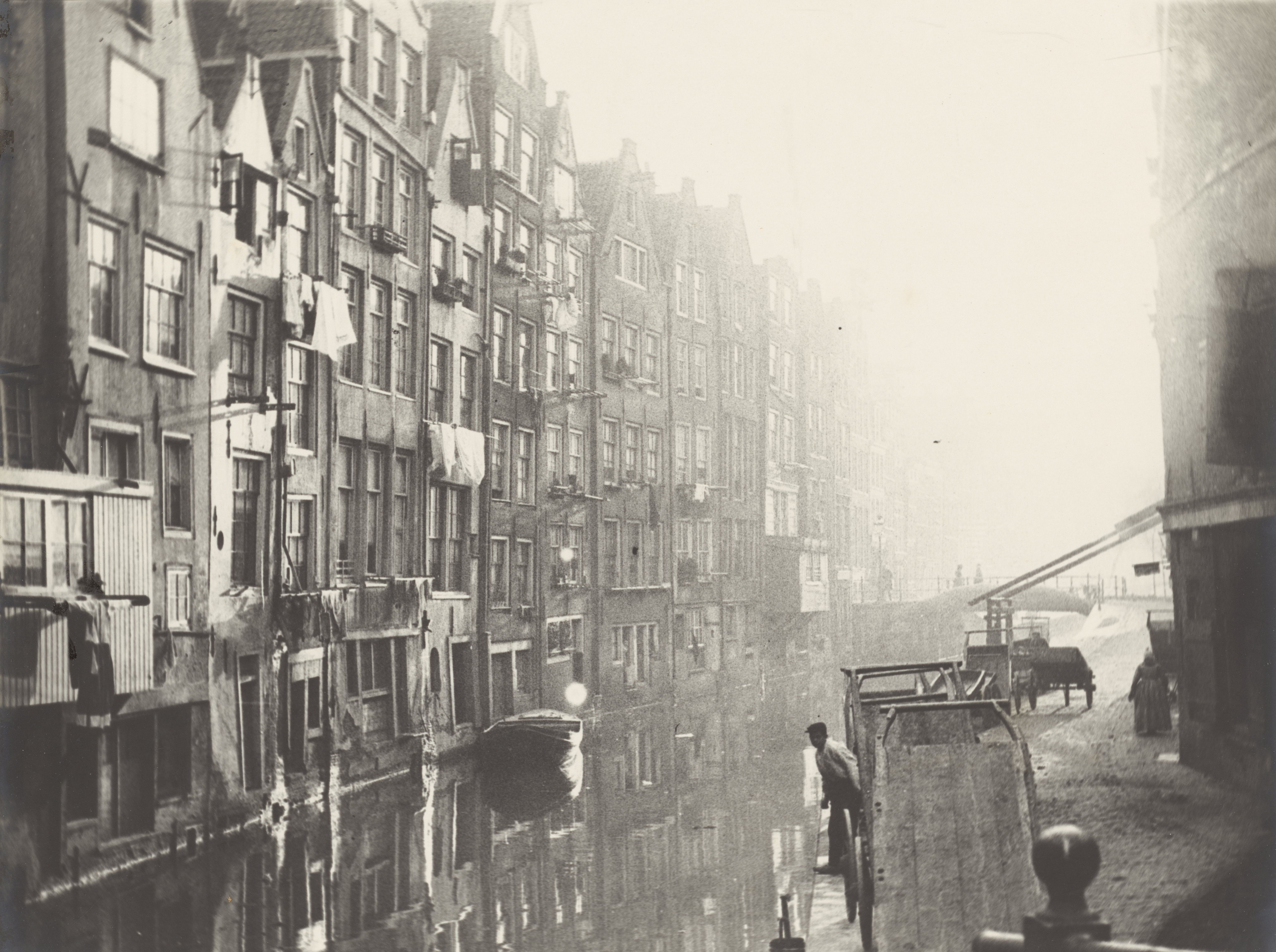
Oudezijds Achterburgwal, Amsterdam, fotografia (c.1890-1900).

Breitner va ser el representant del Realisme als Països Baixos, on va produir una profunda impressió, similar a la de Courbet a França. En els seus primers anys, el comerciant A. P. van Stolk, qui estava interessat en l'art, va exercir un paper important, ja que va donar suport financer al jove pintor des de 1877 fins a 1883, però els seus gustos conservadors el van enfrontar amb l'estil particular Breitner.
El descobriment el 1996 de d'una gran col·lecció de fotografies i negatius deixa clar que Breitner va ser també un talentós fotògraf de la vida quotidiana de la ciutat. De vegades, va fer diverses fotografies del mateix tema des de diferents perspectives o en diferents condicions meteorològiques. Les fotos de vegades van ser després el tema immediat d'una pintura, per exemple, les Noies en quimono. En altres ocasions, Breitner utilitza la fotografia com a referència general, per capturar una atmosfera, un efecte de llum o el temps a la ciutat en un moment determinat.
Breitner és recordat als Països Baixos en una frase popular: quan els carrers són grisos i plujosos, a Amsterdam hom diu que és el típic temps de Breitner.